# Hisaya Itō
Hisaya Itō (jap. 伊藤久哉 Itō Hisaya, ur. sierpnia 1924 w Kobe, zm. 2005) właśc. Naoya Itō (jap. 伊藤 尚也 Itō Naoya) – japoński aktor filmowy i teatralny.

## Życiorys
W 1947 ukończył studia na Wydziale Nauk Politycznych i Ekonomii Wydziału Prawa Uniwersytetu Hosei.
W trakcie prowadzeniu sklepu z elektroniką studiował aktorstwo pod kierunkiem Sugisaku Aoyamy i ukończył kurs z Haiyuza Theatre Company w 1953 roku.
W 1954 roku zawarł kontrakt na wyłączność z wytwórnią Toei w 1954 roku, ale przeniósł do Tōhō w 1957 roku. Ze względu na swój inteligentny wygląd odgrywał wiele ról jako naukowiec w filmach tokusatsu, a jednocześnie odgrywał aktywną rolę jako czarnych charakterów.
Po 1968 roku przeniósł się na stałe do telewizji. Po przejściu na emeryturę był właścicielem sezonowej restauracji „Hisaya”.
25 listopada 2010 roku odbyła się ceremonia dodatkowych inskrypcji pod pomnikiem japońskich aktorów filmowych. Aby uhonorować dokonania aktorów filmowych, na nowo wyryto nazwiska 20 aktorów, którzy zmarli w ciągu ostatnich kilku lat. Wyryte zostało w nim również imię Itō.

## Filmografia

### Kino
- 1954: Aku no tanoshi-sa – Genjirō Nakane
- 1955: Shūdensha no Shibijin – detektyw Akagi
- 1956: Keishichō Monogatari tōbō gofunmae – Koiso
- 1956: Nippon G-Men – Yoda
- 1957: Tajemniczy przybysze – kapitan Seki
- 1958: Daikaijū Baran – Ichirō Shinjō
- 1958: The H-Man – Misaki
- 1958: Theatre of Life Youth – Yasuta Yokoi
- 1959: Sensuikan I-57 kofuku sezu – kapitan Miyake
- 1959: Trzy skarby – Ōtomo
- 1959: Bitwa w kosmosie – inżynier Kogure
- 1960: Burza nad Pacyfikiem – personel komunikacyjny
- 1960: The Human Vapor – dr Tamiya
- 1961: Kuroi gashū: Aru sōnan – Masatoshi Eda
- 1961: Onna bakari no yoru – starzec
- 1962: Varan the Unbelievable – przedstawiciel rządu #1[a]
- 1963: Atragon – Shindo
- 1964: Ghidorah – Trójgłowy potwór – Malmess
- 1965: Frankenstein Conquers the World – sierżant policji prefekturalnej w Osace
- 1965: Umi no wakadaishō – Nakai
- 1965: Taiheiyō kiseki no sakusen: Kisuka – kapitan Kiso
- 1965: Dai Bōken – oficer floty japońskiej
- 1966: Pojedynek potworów –  szef straży przybrzeżnej Izumida
- 1966: Ebirah – potwór z głębin – naukowiec Czerwonego Bambusa
- 1968: Zniszczyć wszystkie potwory – mjr Tada
- 1968: Rengō Kantai Shirei Chōkan: Yamamoto Isoroku – oficer sztabowy
- 1969: Kureji no buchamukure daihakken – Toyama
- 1969: Yakuza keibatsu-shi: Rinchi! – Iwakiri
- 1969: Yōen dokufu-den: Okatsu kyōjō tabi – Shigetao Tashiro
- 1970: Hakuchū no shūgeki – Tatsumi

### Telewizja
- 1963: Sanbiki no Samurai (odc. 11)
- 1965: Seishuntohananda (odc. 6)
- 1966: Ultra Q – kapitan Iijima (odc. 27)
- 1966-1967: Ultraman –
  - szmugler biżuterii Saburo Nakajima (odc. 6)
  - dr Yamamoto (odc. 33)
- 1967: Koregaseishunda – członek yakuzy (odc. 22)
- 1967: Ultraseven – dr Kaneda (odc. 8)
- 1968: Heishiro Crisis – (odc. 21)
- 1968: Mukashi Sankurō (odc. 6)
- 1968: Mighty Jack – agent Q nr 217 (odc. 9)
- 1968: Tōkyō Baipasu Shirei (odc. 5)
- 1969: Gonin no Nobushi – Okada (odc. 22)
- 1969: Muyō Nosuke – Ryuma Tabikawa (od. 7)
- 1969: Oreha yōjinbō (odc. 32)
- 1970-1974: Pureigāru –
  - Shigeo Yoshimura (odc. 49)
  - Kumai (odc. 110)
  - Shigeo Izumi (odc. 207)
  - Hoshikawa (odc. 211)
  - (odc. 282)
  - (odc. 285)
- 1971: Onihei Hankachō –
  - Kichijuro Nagayama (odc. 46)
  - Manzo Tsuchida (odc. 82)
- 1971: Ningyō Sashichi Torimonochō – Daizen Ikeya (odc. 23)
- 1971:Tuesday Woman / Mourning Visitor
- 1971: Raion okusamagekijō: Kinji rareta futari – Nobuyuki Katagiri
- 1972: Mirrorman – dr Takeno (odc. 15)
- 1972: Emergency Command 10-4, 10-10 – dr Aizawa (odc. 2)
- 1974: Kamen Rider X – dr Koichi Minamihara (odc. 23)
- 1975: Hijōno raisensu – Kinoshita (odc. 67)
- 1975: Raion okusamagekijō: Tsumiki no hako
- 1976: Sayonara no Natsu
- 1976: Kagestar – Baron Spider / dr Misawa (odc. 4)

### Teatr
- Lizystrata
- Mori wa Ikiteiru